# Masacre de Hama de febrero de 1982
La masacre de Hama (en árabe: مجزرة حماة) ocurrió entre el 2 de febrero y el 5 de marzo de 1982 cuando el ejército sirio, bajo las órdenes del presidente de Siria Hafez al-Asad, llevó a cabo una política de tierra quemada contra la ciudad de Hama, a fin de sofocar una revuelta de la comunidad suní, encabezada por los Hermanos Musulmanes,  contra su régimen.
La masacre fue conducida personalmente por el hermano menor del presidente, Rifaat al-Asad, significando el final de la rebelión de los elementos islámicos más radicales y el gobierno del al-Assad, Hermanos Musulmanes principalmente, iniciada en 1976 tras el arresto de numerosos líderes de la Hermandad, y caracterizado por el alzamiento esporádico de una serie de núcleos rebeldes que fueron sometidos uno por uno por el régimen. Las cifras usualmente varían entre 2000 y 10 000 muertos. La mayoría de las víctimas fueron civiles.

## Antecedentes
Hama, cuarta ciudad del país, era el núcleo rebelde más importante junto con Alepo, con una larga tradición de oposición a los gobiernos centrales, fueran colonialistas franceses o sirios; aunque muy debilitado por la masacre anterior en abril del año anterior, tras la cual 100 estudiantes universitarios, 1000 profesores primarios y secundarios, 300 abogados, ingenieros y médicos y numerosos candidatos opositores al baatismo habían sido arrestados junto a oficiales de servicio civil y policías purgados. Muchos acabaron desaparecidos, además de escritores, cinematógrafos y políticos que debieron exiliarse. Al producirse esta última revuelta había más de 20 000 personas encarceladas por razones políticas, en centros de detención y cárceles, más de la mitad eran islamistas.
Su rebeldía contra el régimen la había pagado dos veces con respuestas militares. Los baasistas se habían ganado el odio de todos los habitantes con sus políticas, desde los terratenientes sunitas de los fértiles campos cercanos, sus trabajadores campesinos –los más explotados de Siria– agrupados en el movimiento secular, socialista y revolucionario Akram Hawrani, los palestinos de un campamento de refugiados cercano y una variopinta mezcla de grupos francmasones, islamistas, comerciantes, trabajadores urbanos y campesinos conservadores.
La urbe tenía apenas 200 000 habitantes, 10% cristianos con importantes iglesias, aunque la mayoría eran sunitas muy devotos, como demuestra la existencia de más de 80 mezquitas.

## La revuelta
A finales de enero de 1982 el gobierno de Damasco estaba decidido a poner fin a la amenaza que representaba Hama. Comandos de las Brigadas de Defensa y de fuerzas especiales entraron el 2 de febrero a desarmar a los habitantes, pero los islamistas les emboscaron en la ciudad vieja, cerca de su base en el cuartel de al-Hader. Con este éxito estalló una insurrección abierta.
Esa noche y la mañana siguiente, milicianos islamistas se apoderaron sorpresivamente de la ciudad, ejecutando a 70 líderes baazistas. Cuatrocientos milicianos de la Vanguardia Combativa, grupo relacionado con los Hermanos Musulmanes, liderado por `Adnan `Uqla se infiltraron en Hama. Los combates comenzaron con un atentado explosivo que mató 90 soldados durante esa noche. Durante el conflicto, los islamistas habían recurrido especialmente a los coches bombas, un atentado en Damasco provocó 200 muertos cerca de una escuela por citar un ejemplo (noviembre de 1981). Los rebeldes atacaron objetivos preseleccionados con uniformes militares, no sólo en Hama sino que en toda la provincia, destacando su asalto a la oficina del registro civil local. Se siguieron jornadas de intensos combates en que las sedes del partido y bases del ejército fueron destruidas, así que los baasistas debieron retirarse. Desde los alminares se llamó a los habitantes a rebelarse, derrocar y expulsar al poder gubernamental de la ciudad. Los rebeldes controlaron la ciudad por unos pocos días, durante los cuales más de 2000 vecinos se les sumaron voluntariamente a sus filas. El gobierno rápidamente reaccionó acusando a los Hermanos Musulmanes de Siria de estar involucrados.
Sabiendo que los rebeldes se habían apoderado de gran cantidad de armamento del arsenal de la ciudad, especialmente de la policía, el gobierno sirio decidió acabar con el problema antes que la insurrección se expandiera por otras comarcas, como proclamaban que harían los rebeldes. Los combates ya se producían en gran número y con ferocidad en Alepo, y ahora los rebeldes llevaban el conflicto a una nueva ciudad. Los islamistas estaban armados por suministros jordanos, saudíes e iraquíes.

## Combates y masacre
Unas 12 000 tropas –principalmente alauitas de élite, de incuestionable lealtad al gobierno– comenzaron el asedio de la ciudad. Esta cifra es de Amnistía Internacional, pero un vecino de la urbe llamado «Fares» por la periodista estadounidense Judith Miller habla de 100 000 y los Hermanos Musulmanes de 50 000 gubernamentales. Estaban apoyados por 500 tanques, helicópteros y artillería. Eran unidades de las Brigadas de Defensa -involucradas en las matanzas de la prisión de Palmira- y la 3ª División Blindada del general Shafiq Fayadh -destacada por la dura represión de marzo de 1980 en Alepo-. Estas unidades, junto a la 47.ª División Blindada, se presentaron al tercer día de combate, sumando más de 30 000 hombres en total.
Según el testimonio de «Fares», los combates más encarnizados se libraron al estilo de guerrillas urbanas, especialmente en los bloques de apartamentos recién construidos por el propio gobierno, que resultaron ser verdaderas trampas mortales para los soldados. Los edificios antiguos, mezquitas e iglesias, algunos realmente bellos y con siglos de antigüedad, fueron destruidos por ser los principales refugios de los insurgentes. La zona antigua se consideraba uno de los lugares más bellos de Medio Oriente. Grandes jardines a orillas del Orontes, la Gran Mezquita local, enormes norias de agua, vecindarios centenarios y un antiquísimo mercado. Los rebeldes habían escondido inicialmente en las mezquitas sus arsenales, especialmente en sus alminares. Al norte del Orontes, la ciudad antigua, quedó completamente destruida. Había sido uno de los principales centros de insurgencia, donde los dos primeros días los intentos de conquista fueron sistemáticamente rechazados. Los viejos cuarteles del sur acabaron incendiados. El antiguo edificio del Partido Baaz se convirtió en el cuartel general de los alzados. Fue destruido en la segunda semana de combates cuando lo tomaron los soldados.
Casa por casa, distrito por distrito, las unidades militares limpiaron la ciudad de insurgentes, encontrando especial resistencia en los cuarteles, expulsándolos lentamente durante tres semanas. Lo cierto es que para el 5 de febrero el ejército había tomado posiciones estratégicas en la ciudad, quedaban menos de un millar de defensores y la resistencia se restringía a unos pocos cuarteles, en especial al-Hader. Hacia el día 12 los combates habían prácticamente acabado, pero la represión continuó.

## Represión

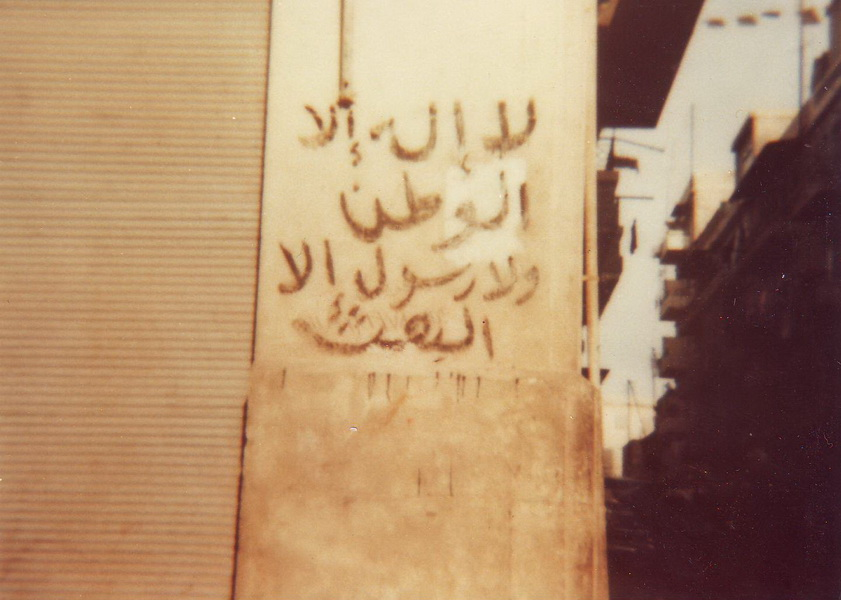
Inscripciones antirreligiosas del partido Baaz Sirio en los muros de la ciudad de Hama tras la masacre en 1982. El eslogan propagandístico, que se traduce como "No hay más dios que la patria y no hay más mensajero que el partido Baaz", denigraba la Shahada (testimonio islámico de fe).

Se sucedieron tres días de ejecuciones masivas de centenares de personas en el estadio y otros sitios, especialmente de las personas en cuyos hogares se encontraron armas, prueba suficiente de su "culpabilidad". Edificios que presentaron resistencia fueron derribados y otros fueron gaseados con gas cianhídrico por comandos veteranos del Líbano que utilizaron artillería, cohetes, helicópteros y fuego de tanques para sus operaciones. Barrios enteros fueron echados abajo. Camiones buldócer fueron enviados a enterrar las ruinas.
En las televisiones y periódicos oficiales se mostraron restos humanos acusando a los islamistas de haber cometido estos crímenes, para causar rechazo entre la población; lo cierto es que tras un fallido golpe de Estado por oficiales de la fuerza aérea en enero de ese año, la posición del gobierno era endeble. El gobierno informaría que más de 15 000 armas se encontraron en la ciudad, declarando que iban a ser usadas para armar a más rebeldes.
Las fuerzas de seguridad del Estado destruyeron sistemáticamente Hama. Derribaron o gasearon edificaciones con sus habitantes dentro y saquearon tiendas y casas en busca de armas para luego incendiarlas. En total 88 mezquitas (incluida la principal), 5 iglesias (incluida la principal), 21 mercados, 7 cementerios, 7 baños públicos y 13 barrios residenciales resultaron arrasados. Salvaron sólo el palacio ʿAzm y el museo municipal al sur del río. Era un «castigo colectivo» en el que «todos los habitantes eran responsables por la insurrección».

## Consecuencias
Los primeros informes diplomáticos de los países occidentales afirmaron que sólo 1000 personas habían sido asesinadas. Estimaciones posteriores elevan el número de ciudadanos sirios asesinados a unos 10 000, aunque la mayoría hablan de 20 000 (según Robert Fisk) a 40 000 (acorde al Comité de Derechos Humanos de Siria). La cifra más probable es de 5000 a 10 000 muertos, incluidos 1000 soldados en los combates iniciales. Muchos miles más fueron heridos y sesenta a setenta mil perdieron sus hogares (un tercio de Hama estaba en ruinas y muchos de los hogares conservados fueron abandonados por sus aterrados habitantes). Junto a eventos como la masacre del Septiembre Negro en Jordania, el ataque ha sido descrito como uno de «los actos individuales más mortíferos por un gobierno árabe contra su propio pueblo en el moderno Oriente Medio». Los sobrevivientes, decenas de miles, fueron forzados a huir con sus hogares destruidos y otros miles fueron arrestados, capturados cuando intentaban evadir en cerco de seguridad alrededor de la urbe.
La masacre consiguió su objetivo. La mayoría sunita del país no volvió a representar signos de insubordinación hasta las protestas de 2011, sometiéndose al gobierno apoyado por la minoría alauita. Otras medidas importantes fueron el declarar como ofensa capital la membresía en la Hermandad, haciendo caer el número de sus miembros de 200 000 que había antes de 1976 a 50 000 en julio de 1980.
Según Miller, se quiso hacer de Hama un ejemplo; Alepo, segunda ciudad del país, también estaba infectada de rebeldes, pero Hama era mucho más pequeña y fácil de rodear, iniciándose su destrucción sistemática y el aniquilamiento de los que estaban dentro a medida que iban conquistándola. Miller lo compara con lo sucedido en la Palmira de la reina Zenobia en la Antigüedad.